# Mestre de capela

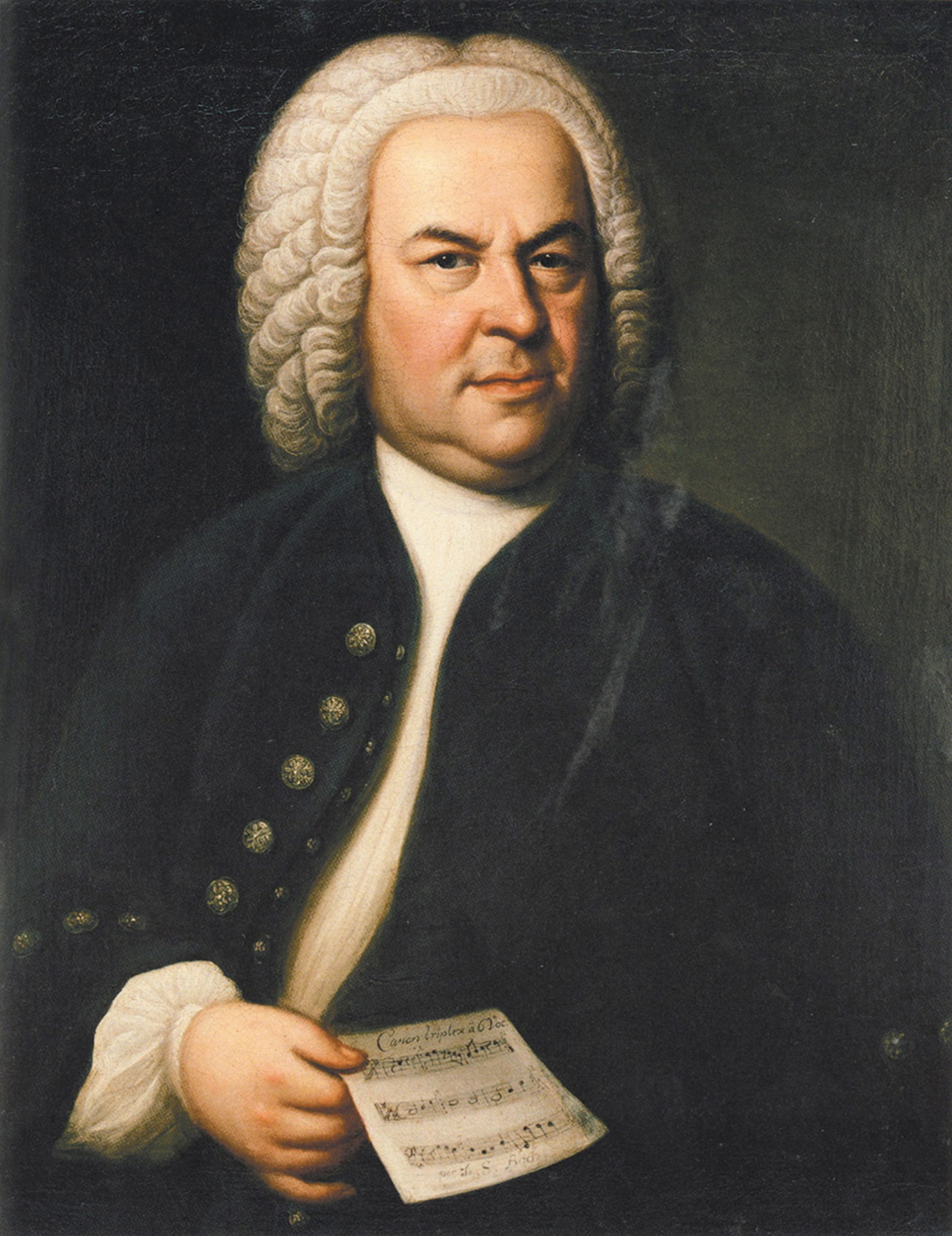
Bach

Mestre de capela (em português europeu antes do AO-1990: mestre-de-capela; em alemão: Kapellmeister) designa a função de uma pessoa que, entre outras obrigações, deve ser responsável por compor música. A expressão é composta pelos termos mestre / Meister e capela / Kapelle que, por sua vez, se originam da palavra latina para "Capela" que foi, durante a Idade Média o centro da atividade musical. Portanto, originalmente, a palavra era utilizada para designar alguém responsável pela música numa capela. Entretanto o significado do termo evoluiu bastante em resposta às mudanças na profissão do músico.

## Uso histórico
Na Era dos Reis, na Europa, Kapellmeister designava o diretor de música de um monarca ou de um nobre. Esta era uma posição sênior e envolvia a supervisão de outros músicos. Johann Sebastian Bach serviu de 1717 a 1723 como Kapellmeister do Príncipe Leopold of Anhalt-Cöthen. Joseph Haydn tabalhou muitos anos como Kapellmeister para a família Eszterházy  uma família de alta nobreza do Império Austríaco.  Georg Friedrich Händel também serviu como Kapellmeister para George, o Eleitor de  Hanover e que veio a se tornar George I da Grã-Bretanha.
Um Kapellmeister também podia ser o diretor de música de uma igreja. Por exemplo, Georg Reutter foi o Kapellmeister na Catedral de Stº. Estevão em Viena onde  se incluiam entre os cantores do coro ambos Joseph e Michael Haydn.
Se tornar Kapellmeister era símbolo do sucesso para os músicos profissionais daquele tempo. Por exemplo, Joseph Haydn uma vez afirmou que estava feliz porque seu pai, (que consertava rodas) vivera o bastante para ver seu filho se tornar um Kapellmeister.  À medida que a sociedade evoluiu e o prestígio da nobreza diminuiu, os compositores passaram a valorizar mais a sua própria liberdade e se tornar um Kapellmeister se tornou menos prestigioso. Por exemplo, Beethoven jamais trabalhou como Kapellmeister buscando, em vez disso, uma carreira como músico freelance.
Para os que falam português é este sentido histórico do termo que é mais encontrado uma vez que aparece freqüentemente nos dados biográficos dos compositores que viveram e trabalharam nos países que falam o idioma alemão.
Os termos equivalentes para Kapellmeister em outros idiomas da Europa são maestro di capella (Itália), maître de chapelle (França), and chapel master (Inglaterra).

### O caso de Mozart
Mozart nunca foi um Kapellmeister no sentido descrito acima. Em 1787 ele obteve uma posição assalariada na corte do Imperador Austríaco como Kammercompositeur ("compositor de câmara"), mas a autoridade em assuntos musicais da corte era exercida primariamente por Antonio Salieri.  Entretanto, em resenhas, diários e anúncios Mozart comumente era citado como "(Herr) Kapellmeister Mozart".  Parece que o prestígio de Mozart aliado ao fato dele freqüentemente aparecer dirigindo outros músicos, levou ao uso de "Kapellmeister" em sinal de respeito.
Em abril de 1791, Mozart se candidatou ao cargo de Kapellmeister da catedral de Stº. Estevão e chegou a ser designado para o cargo pelo  Conselho da Cidade para assumi-lo após a morte de seu ocupante Leopold Hofmann.  Isto, entretanto, nunca ocorreu, uma vez que Mozart faleceu em dezembro de 1791, antes de Hofmann (1793).

## Uso contemporâneo
Na Alemanha atual, "Kapellmeister" designa o diretor ou maestro de uma orquestra ou coro. Quando utilizado hoje, o termo sugere, além de reger, envolvimento com a política da orquestra ou coro, por exemplo, selecionando o repertório, a programação dos concertos, os maestros visitantes etc.

## Lista histórica dos músicos que ocuparam o posto deKapellmeister
(em ordem cronológica pela data de nascimento)
- Johann Walter (1496 - 1570) foi Kapellmeister na capela de Frederico, o Sábio a partir de 1525.
- Michael Praetorius (1571 – 1621) foi Kapellmeister em Wolfenbüttel a partir de 1604.
- Samuel Scheidt (1587 – 1653) foi Kapellmeister para o marquês de Brandemburgo.
- Heinrich Ignaz Biber (1644 – 1704) foi Kapellmeister em Salzburgo a partir de 1684.
- Georg Muffat (1653 - 1704) foi Kapellmeister para o Bispo de Passau de 1690 até sua morte.
- Agostino Steffani (1653 - 1728) foi Kapellmeister de 1688 a 1698 na corte de Hanover.
- Johann Caspar Ferdinand Fischer (?? - 1746) por volta de 1695 foi Kapellmeister para Ludwig Wilhelm of Baden .
- Johann Ludwig Bach (1677 - 1731), um primo em segundo grau de J. S. Bach, foi Kapellmeister em Meiningen.
- Georg Philipp Telemann (1681 – 1767) serviu como Kapellmeister por 16 anos, começando em 1705 para a corte do Conde Erdmann II em Hamburgo.
- Johann Sebastian Bach (1685 - 1750) trabalhou de 1717 a 1723 como Kapellmeister para o Príncipe Leopoldo de Anhalt-Cöthen.
- Georg Friedrich Händel (1685 - 1759) serviu como Kapellmeister de 1710 a1712 para George, Eleitor de Hanover.
- Johann Friedrich Fasch (1688 – 1758) foi Kapellmeister a partir de 1722 em Zerbst.
- Carlo Grua (ca. 1700-1773) foi Kapellmeister na corte de Mannheim sob o Eleitorado de Karl III Philip.
- Carl Heinrich Graun (1704 - 1759) foi Kapellmeister a partir de 1740 para Frederico II da Prússia (Frederico, o Grande)
- Giuseppe Bonno (1711 – 1788) foi Kapellmeister do Príncipe de Saxe-Hildburghausen nos anos 1750 e 1760.
- Ludwig van Beethoven (Lodewijk) (1712 - 1773), avô do célebre compositor Ludwig van Beethoven, serviu como Kapellmeister na corte Eleitoral de Bonn.
- Carl Philipp Emanuel Bach (1714 – 1788) Também trabalhou na corte de Frederico II, mas não como Kapellmeister.  Mais tarde foi o sucessor de Telemann como Kapellmeister em Hamburgo, começando em 1768.
- Christoph Willibald Gluck (1714-1787) foi Kapellmeister começando em 1754 para Maria Theresa of Austria em Viena.
- Niccolò Jommelli (1714 – 1774) serviu ao Duque Karl-Eugen de Württemburg em Stuttgart de 1753 a 1768.
- Joseph Haydn (1732 - 1809) trabalhou a partir de 1767 como Kapellmeister para a família Eszterházy uma família de alta nobreza do império austríaco.  Foi  Vice-Kapellmeister de 1761 - 1766.
- Johann Georg Albrechtsberger (1736 - 1809) foi Kapellmeister na  catedral de Stº Estevão, em Viena.
- Michael Haydn (1737 – 1806) foi Kapellmeister em Großwardein e, começando em 1762,  em Salzburgo.
- Carl Ditters von Dittersdorf (1739 – 1799) foi Kapellmeister para o Príncipe-Bispo de Breslau de 1770 a 1795.
- Andrea Luchesi (1741 - 1801) foi o último Kapellmeister na corte Eleitoral de Bonn de 1774 a 1794.
- Joseph Martin Kraus (1756-1792) foi Kapellmeister (Ordinarie Capellmästere) em Estocolmo, na corte do Rei Gustavo III da Suécia.
- Johann Nepomuk Hummel (1778 – 1837) foi o sucessor de Joseph Haydn, começando em 1804, na corte de Esterházy.  Ficou no cargo por sete anos, até de ser demitido por negligenciar suas obrigações.

## Mestres de capela do Brasil
- André da Silva Gomes
- João Antônio Romão
- João de Deus de Castro Lobo
- João Gomes de Araújo
- José Maurício Nunes Garcia
- Luís Álvares Pinto
- Marcos Portugal

## Livro
- O material acima referente a Mozart foi tirado de Deutsch, Otto Erich (1965) Mozart:  A Documentary Biography.  Tradução para o inglês de Eric Blom, Peter Branscombe e Jeremy Noble.  Stanford, CA:  Stanford University Press.